# Альперт Алеан Олександрович
Алеан Олександрович Альперт (нар. 25 червня 1938, Херсон) — український фотохудожник, член Національної спілки журналістів України.

## Біографія
Народився 25 червня 1938 року в Херсоні. Син журналіста і фотолітописця Херсонщини Олександра Альперта. Навчався в школі № 20, вечірній школі № 1 та судномеханічному технікумі. У 1956 році вступив до фотографічної артілі «Светопись», де навчався фотосправі, працюючи лаборантом і ретушером. У 1958—1961 роках проходив службу в Радянській армії. Після звільнення в запас працював на Херсонській обласній станції юних техніків керівником фотогуртка. Співпрацював з редакціями обласних та республіканських газет, зокрема з газетами «Наддніпрянська правда», «Радянська Україна», «Молодь України», «Комсомольское знамя», «Спортивна газета». У 1966 році прийшов працювати фотокореспондентом до редакції газети Херсонського обкому комсомолу «Ленінський прапор».
З 1989 по 1992 рік його роботи друкувались у всесоюзних газетах «Правда», «Известия», «Комсомольская правда», «Сельская жизнь», «Советский спорт», «Литературная газета». З 1992 року став працювати фотокореспондентом газети «Херсонський вісник».

## Відзнаки
- заслужений працівник культури України з 2000 року;
- нагороджений орденом «За заслуги» ІІІ ступеня (2008);
- неодноразовий переможець міжнародних фотоконкурсів «Асса-фото»;
- переможець номінації обласного журналістського конкурсу, присвяченого Дню журналіста, «Кращий фотожурналіст 2008—2011 років»;
- почесний громадянин міста Херсона (рішення Херсонської міської ради № 337 від 26 серпня 2011 року; за багаторічну плідну творчу діяльність, що прославляє місто Херсон, відтворює його історію, сьогодення, майстерність і неповторність у створенні образів земляків та в честь 233-річчя Херсона).